# Aire d'attraction de Niort
L'aire d'attraction de Niort est un zonage d'étude défini par l'Insee pour caractériser l’influence de la commune de Niort sur les communes environnantes. Publiée en octobre 2020, elle se substitue à l'aire urbaine de Niort, qui comportait 69 communes dans le dernier zonage qui remontait à 2010.

## Définition
L'aire d'attraction d'une ville est composée d’un pôle, défini à partir de critères de population et d’emploi ainsi que d’une couronne constituée des communes dont au moins 15 % des actifs travaillent dans le pôle. Le pôle d’attraction constitue ainsi un point de convergence des déplacements domicile-travail,.

## Type et composition
L’aire d'attraction de Niort est une aire inter-régionale qui comporte 91 communes : 82 situées dans les Deux-Sèvres, 7 dans la Vendée et 2 en Charente-Maritime.
Elle est catégorisée dans les aires de 50 000 à moins de 200 000 habitants, une catégorie qui regroupe 25,3 % de la population de Nouvelle-Aquitaine et 18,5 % au niveau national.

### Carte

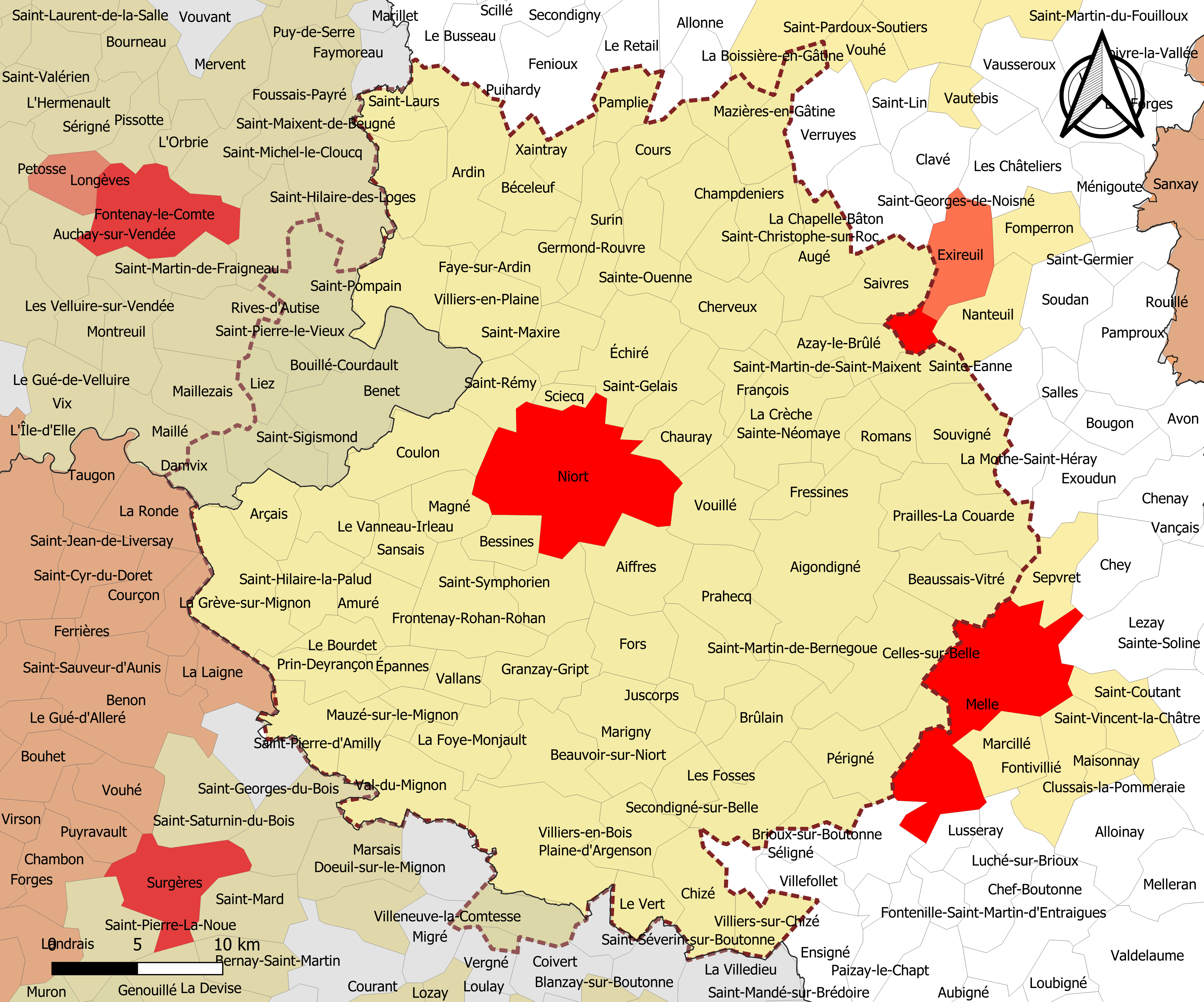
Carte de l'aire d'attraction de Niort.
Commune-centre
Commune de la couronne

### Composition communale
| Catégorie               | Département       | Communes | Communes |
| Catégorie               | Département       | Nombre   | Libellé |
| ----------------------- | ----------------- | -------- | --- |
| Commune-centre          | Deux-Sèvres       | 1        | Niort. |
| Communes de la couronne | Deux-Sèvres       | 81       | Aiffres, Amuré, Arçais, Ardin, Augé, Azay-le-Brûlé, Beaussais-Vitré, Beauvoir-sur-Niort, Béceleuf, Bessines, Le Bourdet, La Crèche, Brûlain, Celles-sur-Belle, Champdeniers, La Chapelle-Bâton, Plaine-d'Argenson, Chauray, Cherveux, Chizé, Coulon, Coulonges-sur-l'Autize, Cours, Échiré, Épannes, Faye-sur-Ardin, Fors, Les Fosses, La Foye-Monjault, François, Fressines, Frontenay-Rohan-Rohan, Germond-Rouvre, Granzay-Gript, Juscorps, Magné, Marigny, Mauzé-sur-le-Mignon, Mazières-en-Gâtine, Aigondigné, Pamplie, Périgné, Prahecq, Prailles-La Couarde, Prin-Deyrançon, Puihardy, La Rochénard, Romans, Saint-Christophe-sur-Roc, Saint-Gelais, Saint-Georges-de-Rex, Saint-Hilaire-la-Palud, Saint-Laurs, Saint-Maixent-de-Beugné, Saint-Marc-la-Lande, Saint-Martin-de-Bernegoue, Saint-Martin-de-Saint-Maixent, Saint-Maxire, Sainte-Néomaye, Sainte-Ouenne, Saint-Pompain, Saint-Rémy, Saint-Romans-des-Champs, Saint-Romans-lès-Melle, Saint-Symphorien, Saivres, Sansais, Sciecq, Secondigné-sur-Belle, Souvigné, Surin, Val-du-Mignon, Vallans, Le Vanneau-Irleau, Vernoux-sur-Boutonne, Le Vert, Villiers-en-Bois, Villiers-en-Plaine, Villiers-sur-Chizé, Vouillé, Xaintray. |
| Communes de la couronne | Vendée            | 7        | Benet, Bouillé-Courdault, Damvix, Liez, Le Mazeau, Rives-d'Autise, Saint-Sigismond. |
| Communes de la couronne | Charente-Maritime | 2        | La Croix-Comtesse, Villeneuve-la-Comtesse. |